# Tetramesa elymophthora
Tetramesa elymophthora is een vliesvleugelig insect uit de familie Eurytomidae. De wetenschappelijke naam is voor het eerst geldig gepubliceerd in 1919 door Phillips & Emery.